# Lise Girardin
Lise Girardin (Genève, 15 februari 1921 - aldaar, 16 oktober 2010) was een Zwitserse politica voor de Vrijzinnig-Democratische Partij (FDP/PRD) uit het kanton Genève. Zij was in 1971 de eerste vrouwelijke verkozene in de Kantonsraad en was tevens de eerste vrouwelijke burgemeester van Genève.

## Biografie
Lise Girardin was een dochter van Ernest Baud, die professor was in de wiskunde, en van Alice Béranger. Ze huwde Pierre Girardin, die eveneens wiskundeprofessor was. In 1943 behaalde ze een licentiaat in de letteren aan de Universiteit van Genève. Aanvankelijk gaf ze Franse les aan deze universiteit. In 1959 werd ze verkozen tot plaatsvervangend rechter.
Van 1961 tot 1973 zetelde ze in de Grote Raad van Genève nadat de vrouwen in dat kanton in 1960 stemrecht hadden verworven. In 1967 was ze de eerste vrouw die in de bestuursraad van Genève (uitvoerende macht) werd verkozen. Ze zetelde er tot 1979 en was de eerste vrouwelijke burgemeester van de stad in 1968, 1972 en 1975. Bij de Zwitserse parlementsverkiezingen van 1971 werd ze als eerste vrouw ooit verkozen in de Kantonsraad, waar ze zetelde tussen 29 november 1971 en 30 november 1975. Op kantonnaal vlak zette ze zich in voor de democratisering van het onderwijs, en op federaal vlak voor de depenalisering van abortus en problematieken aangaande adoptie, afstamming en de gelijkheid tussen vrouwen en mannen.

## Trivia
- In 2019 werd in Genève door de actie 100Elles* een alternatief straatnaambord opgericht ter ere van Lise Girardin.